# Luis Fernando Londoño
Luis Fernando Londoño Capurro (Bogotá, 11 de noviembre de 1947) es un economista y político colombiano, miembro del Partido Liberal y elegido por elección popular para integrar el Senado de Colombia.
Además, Londoño reemplazó en 1996 al ministro saliente Julio César Guerra Tulena como presidente del Senado de la República de Colombia, y fue ministro colombiano del gobierno de Julio César Turbay Ayala.

## Biografía
Londoño Capurro participó activamente en el gobierno de Julio César Turbay Ayala como viceministro de Agricultura (1978-1980), gobernador del Valle del Cauca (1980-1981), y ministro de Agricultura y Desarrollo Rural (1981-1982). Entre 1996 y 1997 fue elegido presidente del Senado de Colombia. Desde 2006 fue elegido presidente de la Asociación de Cultivadores y productores de Caña de azúcar, Asocaña.[cita requerida] Resumiendo, durante toda su carrera se desempeñó como:
- Presidente de la Asociación de Cultivadores de Caña de Azúcar, Asocaña.
- Presidente del Congreso de la República de Colombia.
- Senador de la República.
- Presidente de la Comisión de Asuntos Económicos del Senado de la República.
- Director Nacional Partido Liberal.
- Ministro de Agricultura.[2]
- Embajador de Colombia en Argentina
- Vicepresidente del Consejo Mundial de Alimentación y Nutrición.
- Concejal de Cali.
- Presidente del Concejo Municipal de Cali.
- Representante a la Cámara.
- Viceministro de agricultura.
- Presidente de la Comisión de Asuntos Económicos de la Cámara de Representantes.
- Gobernador del Valle del Cauca.
- Director Periódico El Pueblo.

## Consultor y asesor
También realizó trabajos de consultoría y asesoría en las siguientes instituciones:
- Asocaña.
- Tecnoquímicas.
- Cámara Colombiana del Libro.
- Fedepalma.
- Corporación Financiera del Valle.
- Sociedad Portuaria Regional de Buenaventura.
- Sociedad Portuaria de Santa Marta.
- ZTE Corporation.

## Congresista de Colombia
En las elecciones legislativas de Colombia de 1998, Londoño Capurro fue elegido senador de la república de Colombia con un total de 66.408 votos. En las elecciones legislativas de Colombia de 1994, Londoño Capurro fue elegido senador de la república de Colombia. En las elecciones legislativas de Colombia de 1990, fue elegido senador de la república de Colombia.

### Iniciativas
El legado legislativo de Luis Fernando Londoño Capurro se identificó por su participación en las siguientes iniciativas desde el congreso:

- Modificar la ley 333 de 1996 y con ella el régimen aplicable a la extinción de dominio sobre bienes de ilegítima procedencia.[4]
- Expedir la ley general de arbitraje (Archivado).[5]
- Reformar la constitución política en materia de administración de justicia.[6]

## Carrera política
Su trayectoria política se ha identificado por:

### Partidos políticos
A lo largo de su carrera ha representado los siguientes partidos:
| Partido político | Fecha Inicio       | Fecha Fin |
| Partido Liberal  | 1 de enero de 1998 |           |

### Cargos públicos
Entre los cargos públicos ocupados por Luis Fernando Londoño Capurro, se identifican:
| Cargo público | Partido político                | Fecha Inicio            | Fecha Fin               |
| Viceministro  | Ministerio de Agricultura       | 1 de enero de 1978      | 31 de diciembre de 1980 |
| Gobernador    | Gobernación del Valle del Cauca | 31 de diciembre de 1980 | 31 de diciembre de 1981 |
| Ministro      | Ministerio de Agricultura       | 31 de diciembre de 1981 | 31 de diciembre de 1982 |

## Estudios Universitarios
Boston University

Economista (Managerial Economics). 

Miami University

Maestría en Gerencia Profesional (MPMS).